# جغرافیای ساموآ

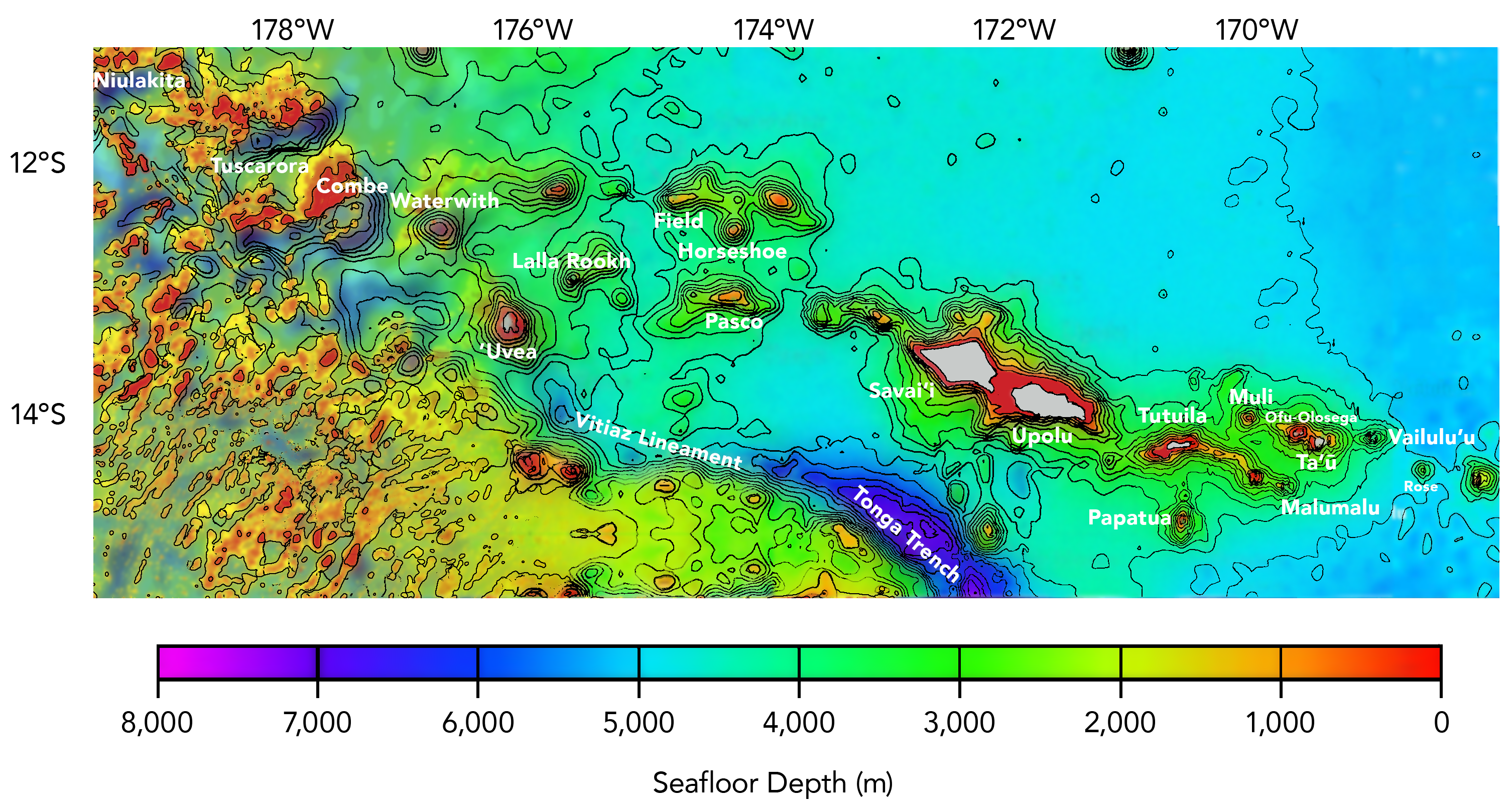
نقشه مجمع الجزایر ساموآ

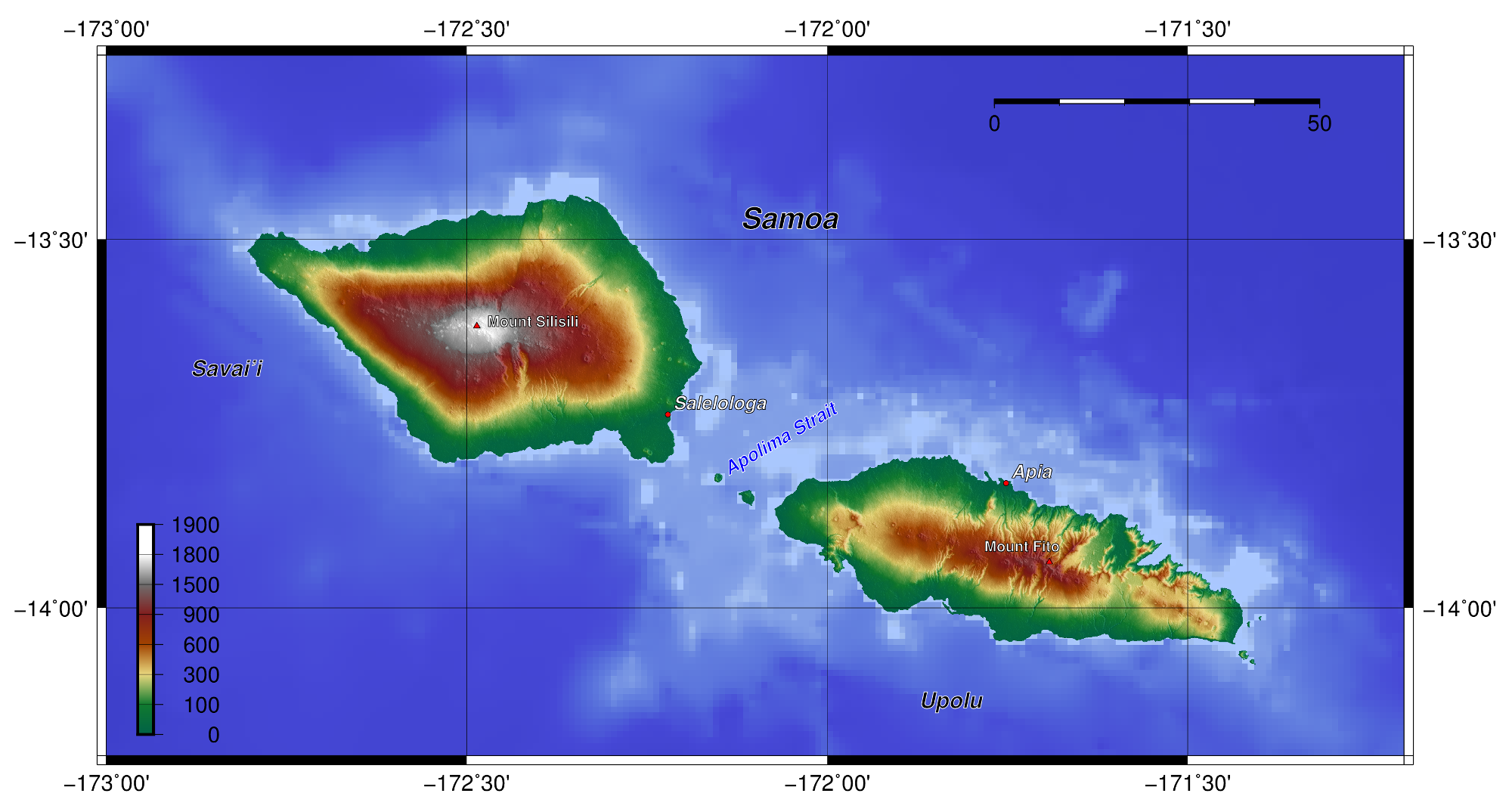
ناهمواری‌های ساموآ

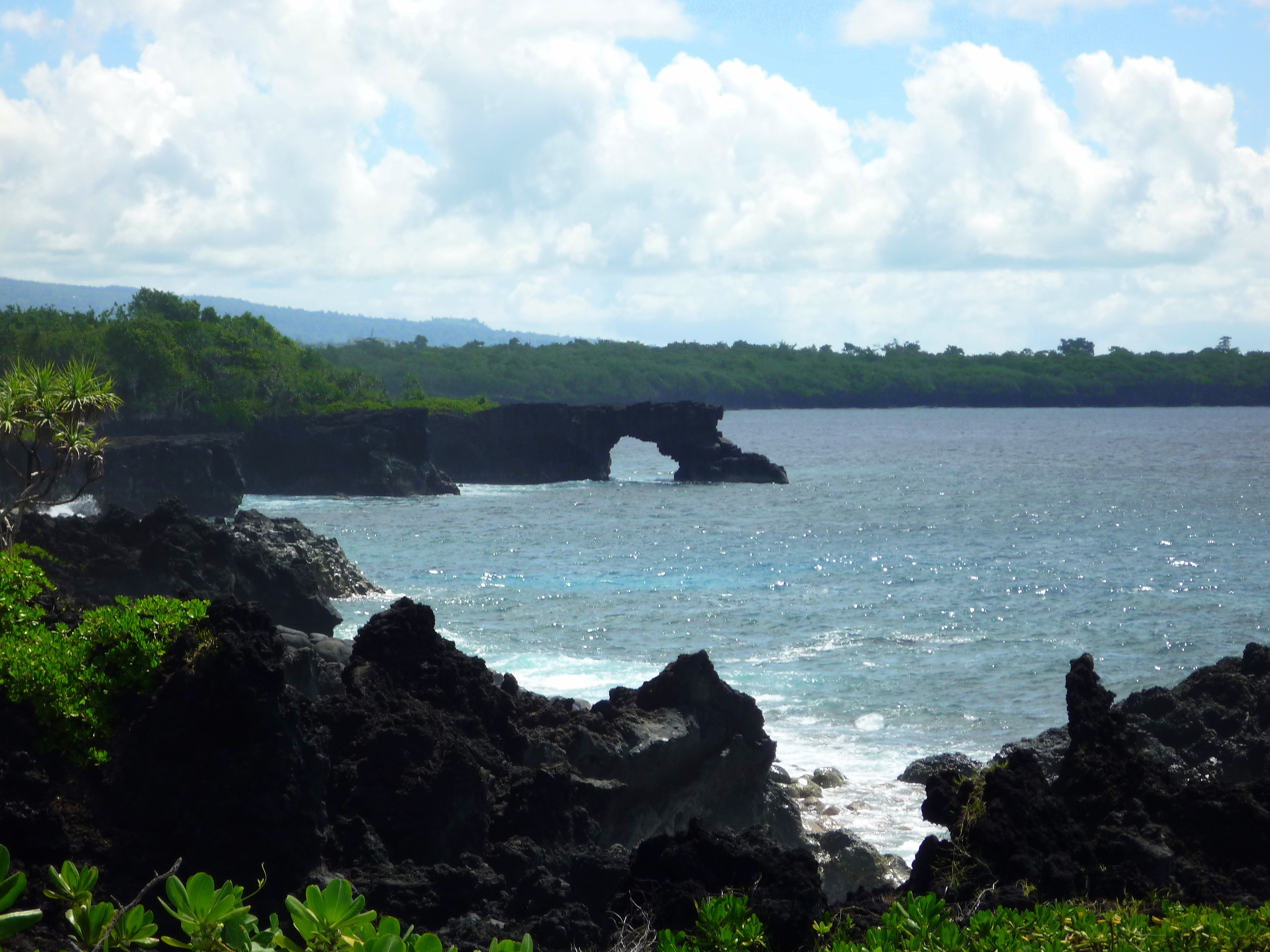
ساحل جنوب شرقی جزیره ساوایی.

مجمع الجزایر ساموآ زنجیره ای متشکل از ۱۶ جزیره و کوه‌های دریایی متعدد است که ۳٬۱۲۳ کیلومتر مربع (۱٬۲۰۶ مایل مربع) در مرکز اقیانوس آرام جنوبی، در جنوب خط استوا را پوشش می‌دهند. جزایر ساموآ تقریباً در نیمه راه بین هاوایی و نیوزیلند واقع شده و بخشی از پلی‌نزی و منطقه وسیع‌تر اقیانوسیه را تشکیل می‌دهند. این جزایر عبارتند از ساوای‌ئی، اوپولو، توتوئیلا، اووئا، تائو، اوفو، نیولاکیتا، نوئولوآ، ناموآ، فانوآتاپو، جزیره مرجانی رز، نوئولوپا به اضافه جزایر غرق‌شده وایلولوئو، پاسکو بنکس و الکس بنکس.

## زمین‌ساخت

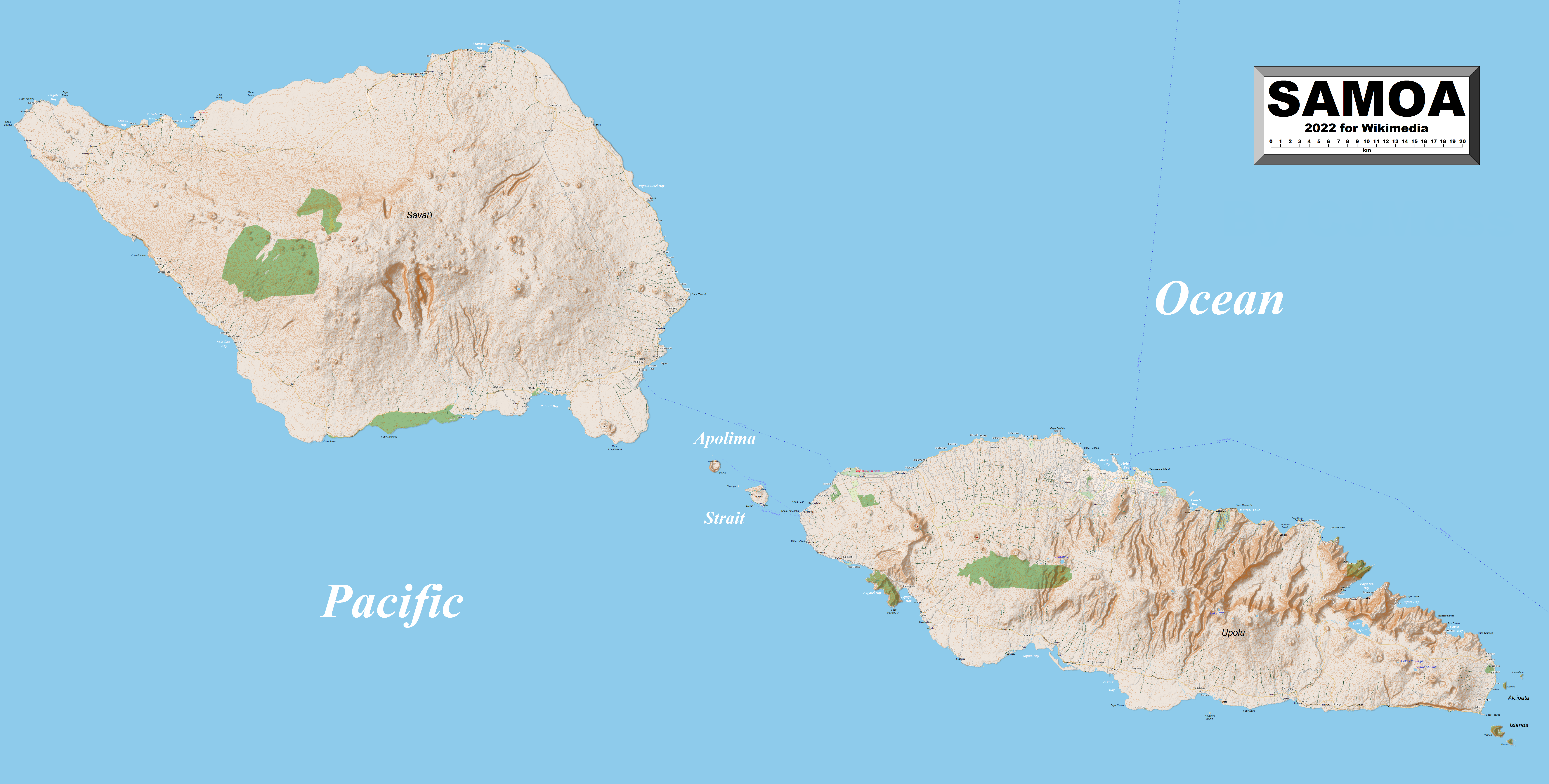
این نقشه از ساموآ، شهرها، شهرک‌ها، روستاها و برخی دیگر از جزئیات جغرافیایی کشور را نشان می‌دهد

مجمع‌الجزایر ساموآ دارای ویژگی‌های بسیاری است که با الگوی تفتگاههای ستونی مطابقت دارد، از جمله آتشفشان فعال زیردریایی وایلولوئو که انتهای شرقی این جزایر را تثبیت کرده است. با این حال، نزدیکی این زنجیره به انتهای شمالی درازگودال تونگا، و وجود آتشفشان‌های جوان حجیم در جزیره‌ای که باید قدیمی‌ترین (۵ میلیون سال) جزیره غربی ساوای باشد، بحث‌هایی را در مورد یک مدل ستونی/تفتگاهی ساده ایجاد کرده است. مجمع الجزایر ساموآ به احتمال زیاد توسط صفحه تکتونیکی اقیانوس آرام که بر روی یک نقطه داغ حرکت می‌کرد ایجاد شده است. مسیر تفتگاه ساموآ تا حدودی با گروه بزرگی از جزیره‌ها منطبق است که تا ۱۷۰۰ کیلومتر ادامه پیدا کرده‌اند و احتمالاً همگی توسط همان نقطه داغ تشکیل شده‌اند. این گروه از جزایز اما همچنین با کوه‌های دریایی قدیمی‌تر در امتداد این بزرگراه تفتگاهی تلاقی می‌کنند.
وایلولوئو یک کوه دریایی آتشفشانی است که در سال ۱۹۷۵ کشف شد. این کوه زیرآبی از کف دریا تا عمق {۵۹۳ متر بالا می‌آید و بین جزایر تائو و رز، در انتهای شرقی زنجیره تفتگاهی ساموآ واقع شده است. این کوه دریای بازالتی به‌عنوان نشان‌دهنده مکان فعلی کانون ساموآ در نظر گرفته می‌شود. قله وایلولوئو کاسه‌ای با دو هزار عرض و ۴۰۰ متر عمق دارد و بیضی‌شکل است. دو ناحیه شکاف اصلی از قله به سمت شرق و غرب گسترش می‌یابند، به موازات روند تفتگاه ساموآ. سومین شکاف کمتر برجسته در جنوب شرقی قله گسترش می‌یابد.
آب‌سنگ حلقوی رز و کوه دریایی مالولو احتمالاً بقایای جایی هستند که مسیر نقاط داغ مکدونالد یا راروتونگا از مسیر کانون ساموآ عبور می‌کرد. برخی از کوه‌های دریایی در غرب ساموآ)، که بین ۶۳ تا ۴۲ میلیون سال پیش در کنار تووالو قرار گرفته‌اند، احتمالاً بقایای کانون روروتو هستند. اینها همچنین به عنوان «کوه‌های دریایی متقابل» شناخته می‌شوند. دیگر کوه‌های دریایی بدون تاریخ در ساموآ بر اساس شواهد ژئوشیمیایی به کانون روروتو مرتبط شده‌اند.

## آب و هوا
مجمع الجزایر ساموآ به دلیل موقعیت خود در اقیانوس آرام جنوبی، اغلب بین نوامبر و آوریل هدف طوفان‌های استوایی قرار می‌گیرد. ساموآ دارای آب و هوای استوایی با میانگین دمای سالانه ۲۶٫۵ درجه سانتی‌گراد و یک فصل بارانی اصلی از نوامبر تا آوریل، اگرچه باران شدید ممکن است در هر ماه ببارد.

## سرزمین

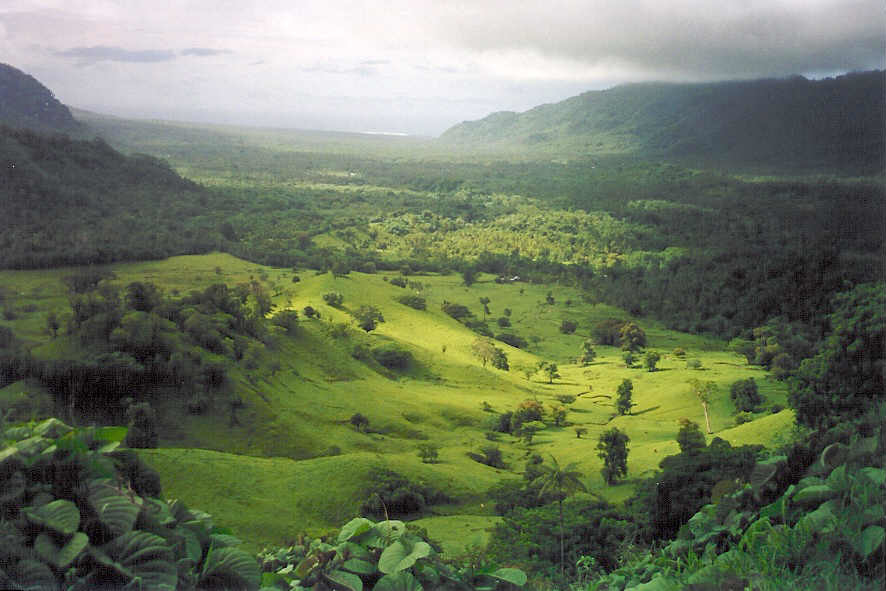
مرتبط

زمین جزایر بزرگتر شامل دشت‌های ساحلی باریک با کوه‌های آتشفشانی، صخره ای و ناهموار در داخله است. منابع طبیعی شامل جنگل‌های چوب سخت، ماهی و انرژی آبی است. جزایر کوچکتر بقایای حلقه‌های توف آتشفشانی فرسوده هستند، برخی فقط یک صخره مرجانی در بالای مخروط فرسایش یافته یک آتشفشان از کار افتاده هستند.
آب‌سنگ حلقوی رز شرقی‌ترین نقطه مجمع الجزایر و جنوبی‌ترین نقطه ایالات متحده است. در ساموآی آمریکا پارک ملی ساموآی آمریکایی واقع شده است.
بلندترین کوه‌ها عبارتند از: سیلیسیلی (ساوای‌ئی) با ۱۸۵۸ متر بلندا، کوه فیتو (اوپولو) ۱۱۱۳ متر، کوه لاتا (تائو)، ۳٬۱۷۰ فوت (۹۷۰ متر)؛ قله ماتافائو (توتویلا) در ۲٬۱۴۱ فوت (۶۵۳ متر) پیومافوآ (اوفو-اولوسگا) در ۲٬۰۹۵ فوت (۶۳۹ متر) و توموتومو (اوفو-اولوسگا) در ۱٬۶۲۱ فوت (۴۹۴ متر). کوه پیوآ (توتوئیلا) ۱٬۷۱۸ فوت (۵۲۴ متر). : 3 ساموآی آمریکایی همچنین محل برخی از مرتفع‌ترین صخره‌های دریایی جهان با ارتفاع ۳٬۰۰۰ فوت (۹۱۰ متر) است.